# Atınç Nukan
Atınç Nukan (Istanboel, 20 juli 1993) is een Turks voetballer die doorgaans als verdediger speelt. Hij verruilde RB Leipzig in september 2019 transfervrij voor Göztepe SK. Nukan maakte tussen 2009 en 2013 deel uit van verschillende nationale jeugdelftallen. Hij maakte op 13 november 2015 in een oefeninterland tegen Qatar (2–1 overwinning) zijn debuut in het Turks voetbalelftal.

## Clubstatistieken
| Seizoen                     | Club            | Competitie      | Competitie | Competitie | Beker | Beker | Internationaal | Internationaal | Overig | Overig | Totaal | Totaal |
| Seizoen                     | Club            | Competitie      | Wed.       | Dlp.       | Wed.  | Dlp.  | Wed.           | Dlp.           | Wed.   | Dlp.   | Wed.   | Dlp.   |
| --------------------------- | --------------- | --------------- | ---------- | ---------- | ----- | ----- | -------------- | -------------- | ------ | ------ | ------ | ------ |
| 2009/10                     | Beşiktaş JK     | Süper Lig       | 1          | 0          | 0     | 0     | 0              | 0              | 0      | 0      | 1      | 0      |
| 2010/11                     | Beşiktaş JK     | Süper Lig       | 2          | 0          | 1     | 0     | 0              | 0              | 0      | 0      | 3      | 0      |
| 2011/12                     | Beşiktaş JK     | Süper Lig       | 0          | 0          | 0     | 0     | 0              | 0              | 0      | 0      | 0      | 0      |
| 2012/13                     | Beşiktaş JK     | Süper Lig       | 0          | 0          | 0     | 0     | 0              | 0              | 0      | 0      | 0      | 0      |
| 2013/14                     | Beşiktaş JK     | Süper Lig       | 0          | 0          | 0     | 0     | 0              | 0              | 0      | 0      | 0      | 0      |
| 2013/14                     | → Dardanelspor  | TFF 2. Lig      | 19         | 1          | 1     | 0     | 0              | 0              | 0      | 0      | 20     | 1      |
| 2014/15                     | Beşiktaş JK     | Süper Lig       | 9          | 0          | 7     | 1     | 1              | 0              | 0      | 0      | 17     | 1      |
| 2015/16                     | RB Leipzig      | 2. Bundesliga   | 9          | 1          | 2     | 0     | 0              | 0              | 0      | 0      | 11     | 1      |
| Carrière totaal             | Carrière totaal | Carrière totaal | 40         | 2          | 11    | 1     | 1              | 0              | 0      | 0      | 52     | 3      |
| Bijgewerkt op 20 april 2016 |                 |                 |            |            |       |       |                |                |        |        |        |        |